# Gräberfeld Nebringen
Das Gräberfeld Nebringen stammt aus einem späten Abschnitt der frühen Latènezeit und ist der größte bekannte geschlossene Friedhof Südwestdeutschlands dieser Zeit. In dem Gräberfeld in Nebringen wurden über einen Zeitraum von etwa 150 Jahren mindestens 25 Personen eines damals nahegelegenen Gehöfts bestattet.

## Lage, Datierung und historisches Umfeld
Nebringen liegt im Landkreis Böblingen in Baden-Württemberg und gehört zur Gemeinde Gäufelden. Im Jahr 1959 wurde im Osten von Nebringen eine Umgehungsstraße gebaut (heutige L 1184). Bei Erdarbeiten zur Aufschüttung des Straßendamms wurden östlich des Bahnhofs menschliche Skelettreste aufgedeckt. Die vom Stuttgarter Amt für Denkmalpflege eingeleitete Notgrabung zeigte, dass ein Gräberfeld aus einem späten Abschnitt der frühen Latènezeit (Latènestufe B, 380–250 v. Chr.) angeschnitten wurde, das im Wesentlichen westlich der neuen Umgehungsstraße lag.
Die Zeitenwende zum 4. Jahrhundert v. Chr. war in Süddeutschland durch große Veränderungen geprägt. Die großen Fürstensitze verschwanden und wurden durch eine Siedlungsform in Einzelhöfen und Weilern abgelöst. Auch die Besiedlungsdichte nahm in einigen Gebieten stark ab. An Stelle der Fürstengräber und der Bestattung in Grabhügeln wurde für jede Siedlung eine Nekropole mit Flachgräbern und später Brandgräbern angelegt, in denen selten mehr als ein Dutzend Personen bestattet wurden. So wurden in dem Gräberfeld Nebringen über einen Zeitraum von etwa 150 Jahren und über fünf bis sechs Generationen hinweg Personen bestattet (bei einer angenommenen Generationsfolge von 25 Jahren), die wohl zu einem nahegelegenen Gehöft gehörten.

## Fundsituation und Funde

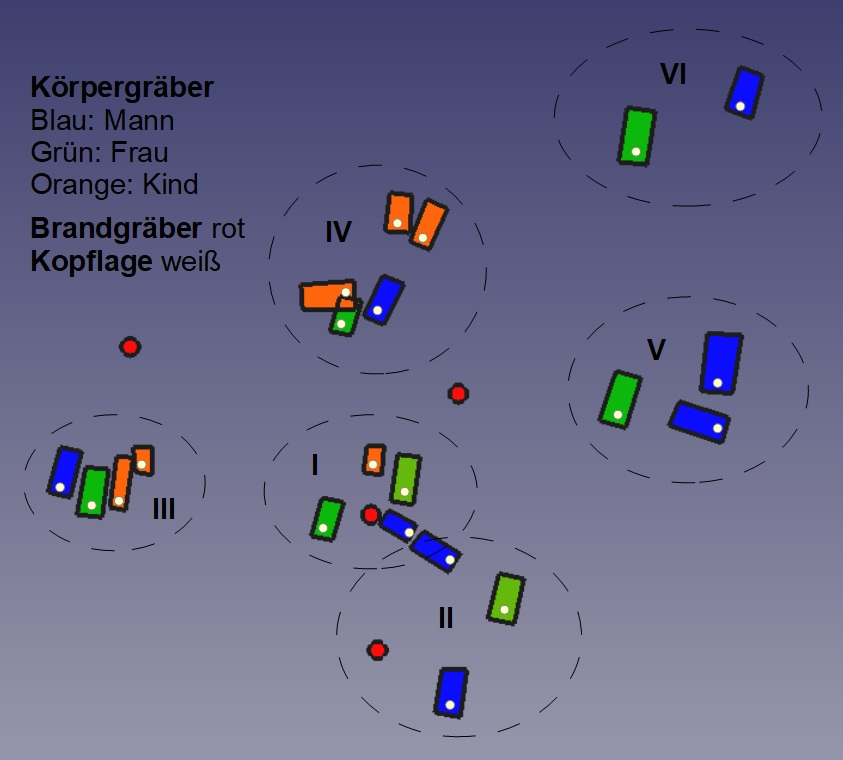
Lage der Gräber und der Bestatteten

Das Gräberfeld ist fast vollständig ergraben. Es gehört zu einem Friedhof von etwa 50 m Länge und 30 m Breite mit mindestens 25 Gräbern. Zwei weitere Gräber wurden in der Nähe nachgewiesen. Bei 21 Gräbern, 17 Erwachsenengräbern und vier Kindergräbern, handelt es sich um Körperflachgräber, die fast alle in südsüdwest–nordnordost Richtung angelegt waren. Der Kopf der Bestatteten weist in 17 Fällen nach Süden, so dass sich deren Blick nach Norden richtet. Nur vier Gräber waren in Ost-West-Richtung ausgerichtet. Der Grund hierfür ist nicht mehr zu ermitteln. Vier Gräber waren Brandgräber.
Die Toten wurden (mit einer Ausnahme) auf dem Rücken liegend in Särgen bestattet, was verschiedentlich gefundene Holzreste nahelegen. Sie waren in ihrer Kleidung bestattet und in Totentücher gewickelt. Letzteres legen Stoffreste nahe, die an Gegenständen aus Eisen hafteten. Bei den Toten handelt es sich nach der anthropologischen Untersuchungen der Skelettreste sowie nach den Grabbeigaben zu urteilen um neun Männer oder Knaben und zehn Frauen oder Mädchen. Das Geschlecht von sechs Personen, vor allem der Kinder, war nicht zu bestimmen. Die Frauen hatten häufig die Hände auf der Brust liegen. Mindestens vier Tote waren verbrannt und in Gruben bestattet worden, wobei die Anzahl der Bestatteten höher liegen kann, da weitere Gruben unter Umständen bei Planierarbeiten zerstört wurden. Der Archäologe Werner Krämer rechnete mit einer möglichen Beisetzung von insgesamt 30–35 Individuen. Die Körperbestattungen bilden augenfällig sechs Gräbergruppen, die durch Zwischenräume unterschiedlicher Weite voneinander getrennt sind. Die Brandgräber liegen meist isoliert zwischen den Körpergrabgruppen.
In jeder größeren Gräbergruppe sind Männer, Frauen und Kinder zusammen bestattet. Ziemlich sicher waren die Gruppierungen nicht auf Grund der sozialen Stellungen erfolgt, da sich in allen Gruppen reicher ausgestattete Gräber befinden. Es scheint vielmehr so, dass engere Verwandte gruppenweise beieinander bestattet wurden. Diese von Krämer angenommenen Familienverbände in den Gräbergruppen wurden später verwandtschaftsanalytisch nachgewiesen, wonach zwei Grabgruppen genetisch zusammenhängend sind und ein möglicher Vater in einer weiteren Grabgruppe lag. Weiter konnte durch Zahnschmelzanalysen mehrerer Individuen des Gräberfeldes nachgewiesen werden, dass die meisten bestatteten Individuen (89 %) ihre Jugendjahre sicher, wahrscheinlich aber auch ihr gesamtes Leben im Raum Nebringen verbracht hatten.
Die Anordnung von vier Gruppen um eine zentrale Gruppe könnte auf eine höhere Stellung der im zentralen Grab Bestatteten hinweisen, eine Hypothese, die durch den goldenen Fingerring eines älteren Kriegers bestärkt wird, der die Stellung einer Führungspersönlichkeit innegehabt haben könnte. Er ist mit einem Alter von 40–60 Jahren eine der ältesten beigesetzten Personen und sein Grab gehört wohl zu den ersten Bestattungen im Gräberfeld (datiert auf Lt B1). Es könnte sich möglicherweise um den „Gründer“ der Nekropole handeln. Diese Führungspersönlichkeit wurde wie ein Krieger mit einem Eisenhelm mit Wangenklappen, Schwert und Lanze bestattet. Dieser Helm ist einer der wenigen Helmfunde dieser Epoche (Frühlatènezeit) in keltischem Siedlungsgebiet. Der Helm ist im Landesmuseum Württemberg in Rahmen der Dauerausstellung „Legendäre Meister Werke“ ausgestellt.
Nur eine Gruppe (IV) bestand aus der klassischen Kernfamilie mit Vater, Mutter und drei Kindern. Im Gegensatz zu dem Vater und zwei der Kinder, die nur mäßig mit Grabbeigaben ausgestattet waren, trug ein etwa fünfjähriges Mädchen reichen Bronzeschmuck, der an ihr Alter angepasst war. Sie trug auch einen Scheibenhalsring. Dieser fehlte bei der ebenfalls reich ausgestatteten Mutter. Es könnte sein, dass das Mädchen als Hofbäuerin vorgesehen war.
Weitere wichtige Fundstücke aus den Gräbern waren ein Holzschild mit einer Einfassung aus Eisenblech und einer eisernen Schildfessel sowie eine Anzahl von Bronzefibeln, die wohl paarweise getragen wurden. Die sechs nachgewiesenen Waffenträger sind auf vier Grabgruppen verteilt. Sie werden als die Anführer angesehen. In den Frauengräbern konnten zahlreiche Arm- und Fußringe geborgen werden. Bemerkenswert ist auch, dass bei drei Frauen und dem oben erwähnten Kind sogenannte Scheibenhalsringe gefunden wurden, welche durch mitgegossene Muster und roten Glasfluss verziert waren. Jede der vier Trägerinnen lag in einer anderen Gräbergruppe. Die wenigen gefundenen Anhänger aus Glasperlen, Gagat, Bernstein und Hirschhorn sind eher als Amulette denn als Schmuck anzusehen.
Bemerkenswert ist der mögliche Lebensweg einer 30 bis 50 Jahre alten Frau, deren Tracht und Grabbeigaben sich von denen anderer Frauen unterscheiden. Sie trägt eine Frühlatènefibel mit paukenförmigem Bügel, die für Nebringen archäologisch als fremd einzuschätzen ist. Dieser Fibeltypus wurde in latènezeitlichen Gräberfeldern des mittleren Donauraums und im Karpatenbecken nachgewiesen, was auf Verbindungen der Nebringer Kelten bis in die östlichen Latènekulturen hindeutet. Das Verhältnis von Strontium-Isotopen im Zahnschmelz der Frau deutet auf ihre Herkunft aus einer Lössregion hin, vermutlich Nebringen selbst. Später, ungefähr zwischen dem siebten und maximal achtzehnten Lebensjahr, zeigt der radiogenere Wert einen Ortswechsel an. Es gilt als wahrscheinlich, dass diese Frau sich längere Zeit in einem anderen Gebiet aufhielt, dort die Fibel bekam und schließlich nach Nebringen zurückkehrte, wo die Fibel später in der Latènestufe Lt B2 als Grabbeigabe diente.

## Siedlungsgeschichte
In Nebringen waren schon vor 1959 zwei weitere Friedhöfe aus der frühen Latènezeit bekannt. Diese können aber zusammen mit den Funden von 1959 aus topographischen Gründen nicht zu einem Gräberfeld gehört haben. Wahrscheinlich existierten zur selben Zeit drei Höfe dicht beieinander. Diese sind, wie die dazugehörigen Friedhöfe, im Verlauf der Latènestufe B neu angelegt und auch wieder aufgegeben worden. Dieser Befund geht einher mit dem Wissen, dass das württembergische Neckarumland in der Latènestufe B ziemlich dicht besiedelt war, die Friedhöfe aber fast überall noch in dieser Stufe aufgegeben wurden. Dieses Abbrechen der Bestattungen gegen Ende der frühen Latènezeit kann ziemlich sicher mit der überlieferten Abwanderung der Helvetier aus Süddeutschland in Verbindung gebracht  werden (siehe auch Helvetier-Einöde).